# کانتال (آلیاژ)

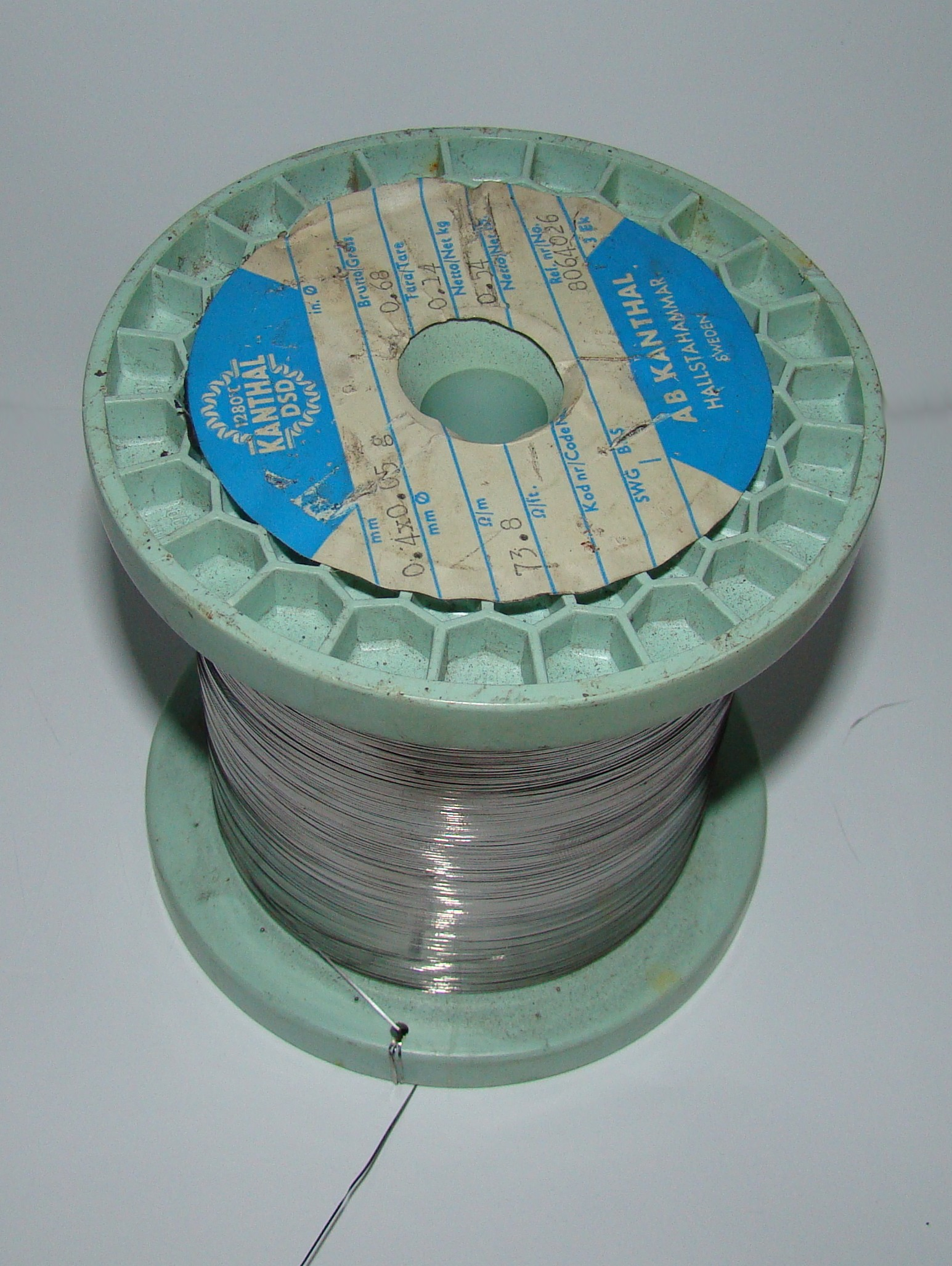
سیم مقاومت کانتال

کانتال (به انگلیسی: Kanthal) علامت تجاری برای یک خانواده از آلیاژهای آهن-کروم-آلومینیوم (FeCrAl) است که در طیف گسترده‌ای از برنامه‌های مقاومت و دمای بالا استفاده می‌شود. آلیاژهای کانتال FeCrAl عمدتاً از آهن، کروم (۳۰٪ -۲۰) و آلومینیوم (۷.۵٪ -۴) تشکیل شده‌اند.

## مشخصات
برای گرم کردن، سیم مقاومت باید داغ در هوا پایدار باشد. آلیاژ Kanthal FeCrAl یک لایه محافظ از اکسید آلومینیوم (آلومینا) تشکیل می‌دهد. اکسید آلومینیوم هدایت حرارتی بالایی دارد اما یک عایق الکتریکی است، بنابراین ممکن است برای ایجاد اتصالات الکتریکی خوب تکنیک‌های خاصی لازم باشد.
آلیاژ معمولی Kanthal FeCrAl دارای نقطه ذوب ۱٬۴۲۵ درجه سلسیوس (۲٬۵۹۷ درجه فارنهایت) درجات خاص آلیاژ را می‌توان تا ۱٬۵۰۰ درجه سلسیوس (۲٬۷۳۰ درجه فارنهایت) مورد استفاده قرار داد
بسته به ترکیب خاص مقاومت در حدود ۱.۴μΩ · m  است  و ضریب دما ۴۹ppm / K+ است    (6-10× 49+)  

## کاربردها
کانتال به دلیل انعطاف‌پذیری، دوام و مقاومت در برابر کشش در عناصر گرمایشی مورد استفاده قرار می‌گیرد. کاربردهای آن، به عنوان مثال در توسترها، بخاری‌های خانگی و صنعتی، کوره‌ها بسیار گسترده‌است.
اخیراً از کانتال برای گرم کردن سیم پیچهای سیگار الکترونیکی. نیز استفاده می‌شود